# Friedrich Sylvius von Hallmann
Friedrich Sylvius von Hallmann (* 1716; † 1786 in Rastenburg) war ein preußischer Oberst und Chef eines nach ihm benannten Garnisonsregiments in Ostpreußen, das in Memel, Gumbinnen, Angerburg und Rastenburg (ab 1774) stationiert war.

## Leben

### Herkunft
Seine Eltern waren Gottfried Brandam von Hallmann aus Sulmirschütz und dessen Ehefrau Caroline Dorothea von Gladis. Seine Schwester Eva Margarethe war mit dem preußischen Hauptmann Karl Johann Leopold von Klitzing verheiratet.

### Militärkarriere
Hallmann kam am 28. Juli 1750 in das Regiment „Forkade zu Fuß“ und stieg dort bis zum Sekondeleutnant. Er erkrankte und wurde wegen „Leibesschwachheit“ in das Invalidenhaus Berlin versetzt. Dort gesundete er und wurde man 5. Oktober 1751 in sein Regiment zurückversetzt. Dort übernahm Hallmann die Stelle des Leutnants von Petersdorf. Im Februar 1761 wurde er zum Major befördert. Am 21. Mai 1766 wurde er als Oberstleutnant und Kommandeur in das Garnisonsregiments „Alt-Putkamer“ versetzt. 1772 wurde das Regiment um zwei Bataillone vergrößert und Hallmann erhielt die Beförderung zum Oberst und wurde Chef des Regiments. Er starb 1786 in Rastenburg.

### Familie
Er war mit einer Baroness Caroline Ernestine Christina von Bobenhausen verheiratet, mit der er einen Sohn und vier Töchter hatte, darunter:
- Charlotte Sophie Frederike Anna (* 1753; † 1. März 1769)
- Susanne Sophie ⚭ 23. Juli 1771 Georg von Buchenau, Obristwachtmeister